# Bečovské lesní rybníky
Bečovské lesní rybníky je název Evropsky významné lokality vyhlášené v roce 2004. Lokalita je zahrnuta do soustavy Natura 2000. Důvodem ochrany jsou přirozené vodní nádrže, přirozená jezera a tůně s bohatou vegetací s porosty ponořených nebo na hladině plovoucích rostlin, zakořeněných v substrátu dna.

## Popis oblasti
Lokalita se nachází přibližně 3 km východně až severovýchodně od Bečova nad Teplou u východního okraje Chráněné krajinné oblasti Slavkovský les v Karlovarském kraji. Má nepravidelný rozvětvený tvar a je tvořena nivou Bečovského potoka a jeho přítoky až k Černému rybníku. V území jsou celkem čtyři vodní nádrže, tři v jižní části lokality, označované jako první, druhý a třetí rybník, čtvrtým je Černý rybník v severní části lokality. V současnosti (jaro 2015) probíhá výstavba jedné další nádrže. Územím prochází turistická, zeleně značená trasa. V rámci vodohospodářského programu „Vracíme vodu lesu“ provádí Lesy ČR rekonstrukce rybníků.

## Přírodní poměry
Území náleží do geomorfologického celku Slavkovský les, podcelku Bečovská vrchovina. Geologický podklad tvoří středně až hrubě zrnitá biotitická žula. Dna niv pokrývají písky, hlíny a drobná rašelinná ložiska. Na svazích s převýšením až 50 m jsou vypreparované velké žulové bloky, místy žulové skalní věže. Lokalita je zcela bez lidského osídlení.
Na území se vyskytuje řada chráněných rostlinných druhů. Jsou to bublinatka menší (Utricularia minor), plavuník alpínský (Diphasiastrum alpinum), plavuník Isslerův (Diphasiastrum issleri), plavuník Zeillerův (Diphasiastrum zeilleri), plavuník zploštělý (Diphasiastrum complanatum), prha arnika (Arnica montana), tučnice obecná (Pinguicula vulgaris), vranec jedlový (Huperzia selago), vřesovec pleťový (Erica carnea) a zběhovec jehlancovitý (Ajuga pyramidalis).
Ze zoologického hlediska je lokalita zajímavá řadou chráněných druhů živočichů. Jsou to čolek horský (Triturus alpestris), čolek obecný (Triturus vulgaris), ještěrka živorodá (Zooteca vivipara), rak říční (Astacus fluviatilis), ropucha obecná (Bufo bufo), skokan zelený (Pelophylax esculentus), slepýš křehký (Anguis fragilis), střevle potoční (Phoxinus phoxinus), výr velký (Bubo bubo), zmije obecná (Vipera berus). Území je pravidelným lovištěm čápa černého (Ciconia nigra).